# 3丁目4番地
『3丁目4番地』（さんちょうめよんばんち）は、1972年1月8日から同年4月8日まで、日本テレビ系列の『土曜グランド劇場』の枠で放送されたテレビドラマ。全14話。

## 概要
舞台の中心は東京・本郷3丁目4番地にある下宿屋「木下館」。1971年1月2日から3月27日まで放送されていた『2丁目3番地』の続編で、浅丘ルリ子、石坂浩二、森光子ら『2丁目 - 』の出演者が引き続き本作にも出演し、役名もそのままの場合が多かったが、役名・役柄は異なることが多く、浅丘の役はラジオの人気DJ、石坂の役はかすみ（浅丘）の同僚アナウンサーなどに変わった。『2丁目 - 』で夫婦役だった浅丘、石坂は本作では愛情物語を演じた（本作放送時には二人は実生活ですでに結婚していた）。また、本作では木下館の中にある古時計がモノローグを演じるという演出がなされ、そのナレーションを六代目三遊亭圓生が務めていた。

## キャスト
- 木下かすみ：浅丘ルリ子
マツの長女。ラジオ局の人気DJで、『かすみナイト』という番組のパーソナリティを務めている。
- 木下マツ：森光子（特別出演） - 「木下館」の主人。
- 木下徳次：嵐寛寿郎 - マツの父。
- 石上平吉：石坂浩二 - かすみの同僚アナウンサー。
- 陽子：田村奈巳 - マツの次女で、健の妻。
- 木下雪子：岡崎友紀 - マツの三女。
- 健：岡田眞澄 - 映画会社「東日映画」の宣伝マン。
- 六助：原田芳雄
- 令子：大原麗子
- 金田俊吉：藤村俊二
- 亜子：水森亜土
- 高際：寺尾聰 - 木下館の下宿人
- 小川平太：黒沢久雄 - 木下館の下宿人
- 南公平：大滝秀治 - 平吉の姉の亭主（第12話から）
- ナレーター：六代目三遊亭圓生

ゲスト
- 猛（受験生）：西川鯉之亟（第6話）
- 三代（猛の母）：斎藤美和（第6話）
- 中田：入江洋佑（第6話）
- ビリーバンバン（第10話）

## スタッフ
- プロデューサー：早川恒夫
- 脚本：倉本聰（第1～5、8、9、11～14各話）、石堂淑朗（第6話）、岡本克己（第7、10各話）
- 演出：石橋冠 ほか
- 音楽：坂田晃一
- 制作：日本テレビ

## 主題歌
ビリーバンバン『さよならをするために』（作詞：石坂浩二、作曲・編曲：坂田晃一　芸音レコード（配給：日本コロムビア）